# Юковская
Юковская — деревня в Сямженском районе Вологодской области.
Входит в состав Ногинского сельского поселения, с точки зрения административно-территориального деления — в Ногинский сельсовет.
Расстояние по автодороге до районного центра Сямжи — 17 км, до центра муниципального образования Ногинской — 16,5 км. Ближайшие населённые пункты — Ескино, Докукинская, Ширега.
По переписи 2002 года население — 3 человека.